# Hasta cierto punto
 Hasta cierto punto  és una pel·lícula de ficció cubana realitzada l'any 1983 per Tomás Gutiérrez Alea, autor també del guió amb Juan Carlos Tabío i Serafín Quiñones, que tracta sobre un guionista que prepara un film sobre el masclisme.

## Sinopsi
Oscar és un guionista que prepara una pel·lícula sobre el masclisme. Comença un romanç amb una obrera del port de l'Havana, mare soltera i aferrada a la seva llibertat. La relació posa en crisi el seu matrimoni, provoca contradiccions amb el director del film i evidència la seva incapacitat per a superar les seves contradiccions.

## Intèrprets
- Oscar Álvarez
- Mirtha Ibarra
- Omar Valdés
- Coralia Veloz
- Rogelio Blaín
- Ana Viñas
- Claudio A. Tamayo

## Premis
Al Festival Internacional del Nou Cinema Llatinoamericà de l'Havana de 1983 va obtenir el Gran Premi Coral i el premi coral a la millor actuació femenina per Mirtha Ibarra. El 1984 va obtenir la Makila de Plata al Festival de Cinema Llatinoamericà de Biarritz I el 1985 va obtenir el tercer premi al Festival Internacional de Cinema de Damasc.